# Ichneumon ormsbyensis
Ichneumon ormsbyensis là một loài tò vò trong họ Ichneumonidae.